# 21804 Vaclavneumann
21804 Vaclavneumann este o planetă minoră (asteroid), cu un diametru de 9,586 km, din centura de asteroizi. A fost descoperită pe 4 octombrie 1999 la Ondřejovská hvězdárna⁠(d) de Lenka Kotková⁠(d) și a fost numită după Václav Neumann⁠(d). 
Obiectul prezintă o orbită caracterizată de o semiaxă mare de 3,9350821 UAi, o excentricitate de 0,27, o înclinație de 3,83612 ° în raport cu ecliptica.